# Anđela Janjušević
Anđela Janjušević (în sârbă Анђела Јањушевић n. 18 iunie 1995, în Belgrad) este o handbalistă din Serbia care evoluează pe postul de intermediar dreapta pentru clubul românesc CS Rapid București și echipa națională a Serbiei. În sezonul 2020-2021 Janjušević a jucat pentru alt club românesc SCM Gloria Buzău.
Janjušević a evoluat pentru naționala de handbal feminin a Serbiei la Campionatele Europene din Suedia 2016, Danemarca 2020, Slovenia, Macedonia și Muntenegru 2022, Austria, Elveția și Ungaria 2024 și la Campionatele Mondiale din 2019 și 2021. În 2019, ea a câștigat, alături de Siófok KC, Cupa EHF.

## Palmares
- Universiada:
  -  Medalie de bronz: 2015

- Liga Campionilor:
  - Sfertfinalistă: 2023
  - Grupe: 2024
  - Calificări: 2015, 2016

- Cupa Cupelor:
  - Optimi: 2015
  - Turul 3: 2016

- Liga Europeană:
  - Turul 3: 2021

- Cupa EHF:
  -  Câștigătoare: 2019
  - Semifinalistă: 2020

- Cupa Challenge:
  - Sfertfinalistă: 2014

- Campionatul Serbiei:
  -  Câștigătoare: 2015
  -  Medalie de bronz: 2014, 2016

- Cupa Serbiei:
  -  Câștigătoare: 2015
  - Semifinalistă: 2014, 2016

- Campionatul Ungariei:
  -  Medalie de bronz: 2019

- Cupa Ungariei:
  - Locul 4: 2018

- Liga Națională:
  -  Medalie de argint: 2023, 2024

- Cupa României:
  -  Medalie de bronz: 2020

- Supercupa României:
  -  Medalie de argint: 2023